# Soulcalibur
Soulcalibur (яп. ソウルキャリバー Со:рукяриба:) — трёхмерный файтинг для аркадного автомата, консолей Dreamcast и Xbox 360, а также для операционных систем iOS и Android. Разработан командой Project Soul и выпущен Namco. Портированные версии игры содержат улучшенную графику и новые режимы. Считается одной из лучших игр для Dreamcast и одним из лучших файтингов за всю историю видеоигр.

## Игровой процесс
Игра Soulcalibur использует похожий игровой процесс Soul Edge, однако появилась возможность двигаться в восьми направлениях, до этого герои могли шагать лишь по координатам. В Soulcalibur игроку нужно удерживать геймпад в любом направлении, тем самым разработчики предоставили героям свободу передвижения. Персонаж может выполнить несколько быстрых атак и ударов. Подобный игровой элемент присутствовал в Soul Edge/Blade и других файтингах, таких как Tekken и Virtua Fighter, причём в двух последних используется более строгая система атак и ударов. Кроме того, были значительно улучшены дополнительные блокирующие манёвры под названием «Оценка воздействия» (англ. Guard Impact), появилась возможность оттеснить или перенаправлять атаки, а также отмахиваться от оружия противника, чтобы нанести большой урон.

### Персонажи
Первоначально Namco планировала включить в новую игру лишь некоторых персонажей из Soul Edge. Тем не менее, девять из одиннадцати персонажей из Soul Edge появились в Soulcalibur, ещё девять новых героев появились в версии Dreamcast (в южнокорейской версии игры, Мицуруги был заменен на английско-японского фехтовальщика по имени Артур). Как и во многих файтингах, многие из новых персонажей были выполнены в стиле существующих героев из серии. Например, новый персонаж Макси похож на Ли Лона из-за стиля боя. У каждого персонажа есть уникальный стиль ведения боя, кроме Айви.

## Сюжет
Мистический меч из легенд под названием «Soul Edge» попал в руки пирата Сервантеса де Леона из Испании. В течение следующих 25 лет герой остался на остатках испанского портового города, похищая души тех, кто встал на его пути во время поисков. Сервантес быстро начал терроризировать людей, однако усилиями греческой воительницы Софитии Александры и японской куноити Таки был остановлен и убит, а «Soul Edge» был уничтожен. Позже молодой прусский рыцарь Зигфрид Штауффен приплыл в порт города, и сразился с Сервантесом, чей труп был реанимирован по воле меча «Soul Edge». После победы внимание Зигфрида обратилось к мечу. В тот момент он успел взять рукоятку проклятого клинка, и тот выпустил яркий столб света в небе. Это явление известно как «злое семя» (англ. Evil Seed) и приносит беду и смерть на своем пути.
Три года спустя Зигфрид, превратившийся в Кошмара, становится владельцем меча. У Кошмара остались доспехи, но ужасно деформирована правая рука. Европа погружается в водоворот резни, так как многие воины думали, что меч укрепляет душу. Не зная настоящей правды о «Soul Edge», группа воинов выбрала путь — остановить меч и объединить три священных оружия ещё раз.

## Разработка
После выхода Soul Edge, Namco потребовалось некоторое время, чтобы оценить успешную игру, прежде чем продолжать делать сиквелы. Руководитель проекта Хироаки Ёторияма решил дать продолжению новое имя, а не просто Soul Edge 2, чтобы начать новую жизнь и направить серию в нужное направление. Имя «Soulcalibur» происходит от английского слово душа (как в Soul Edge) и меча короля Артура Экскалибур (в итоге название будет использоваться в последующих играх серии). В новой игре разработчики решили дать персонажам свободу передвижения, тем самым была создана система с восемью направлениями. Команду разработчиков настолько удивила данная система в бою, что они решили внедрить свободу передвижения во всех аренах. Разработка велась в сотрудничестве с командой Кацухиро Харады, создателем другого файтинга от Namco Tekken. Обе компании обменивались идеями и исследованиями. Ёторияма чувствовал, что в этом сотрудничестве и партнерстве они смогли разработать «величайшую игру в мире на основе боевых действий с оружием».
Хироаки Ёторияма описал концепцию игры как выражение «веселья и разнообразия в боевых оружиях», ссылаясь на другой игровой процесс. Боевой стиль каждого персонажа был разработан с соответствии с оружием, хотя руководитель отметил, что команда испытывала трудности в установлении баланса между игровым процессом. Он рассказал о наличие движения по сравнению с Tekken 3 как большой контраст между двумя сериями с более тактическими действиями, и подчеркнул, как взаимодействует функция «ring out» (рус. покинуть ринг). Каждый герой в Soulcalibur был создан вокруг идеи, что каждый из них мог быть реальным прототипом, и с этой целью руководитель по движения Масатака Исигуро подчеркнул, что игроки могут почувствовать в отдельных движениях реализм.
Над созданием аркадной версии игры трудилось примерно 60 человек, в то время как над портированием на Dreamcast занимались не менее 40. Учитывая срок в семь месяцев, чтобы совпасть с запуском Dreamcast в Северной Америке, переход от одной системы на другую был сложным для команды, в связи с различиями в технических характеристиках. Однако при портировании команда приложила максимум усилий при создании полноценной трёхмерной графики и включения загружемого контента. Многие наработки, которые не были использованы в порте, были использованы впоследствии для последующих игр серии.

## Саундтрек
Музыка была написана композиторами Дзюнъити Накацуру, Акитакой Тоямой, Ёсихито Яно и Таканори Оцукой. Альбом Soulcalibur Original Soundtrack (яп. ソウルキャリバー　オリジナル・サウンドトラック Со:рукяриба: Оридзинару Саундоторакку) был выпущен 21 октября 1999 года лейблом Bandai Music Entertainment. На двух дисках содержится 37 треков из игры.
В 2009 году данный альбом был переиздан для сервиса iTunes под названием Soulcalibur. Кроме того, музыка из данной игры была включена в альбом Project Soul the Primary Sound Box -Soul Edge ~ Soulcalibur I & II- (2008).
| №   | Название                                        | Музыка                     | Длительность |
| --- | ----------------------------------------------- | -------------------------- | ------------ |
| 1.  | «Light & Darkness»                              | Дзюнъити Накацуру          | 2:01         |
| 2.  | «The Stage of History»                          | Дзюнъити Накацуру          | 1:07         |
| 3.  | «The New Legend»                                | Дзюнъити Накацуру          | 2:37         |
| 4.  | «Bloom and Harvest»                             | Дзюнъити Накацуру          | 2:33         |
| 5.  | «Sail Over the Storm»                           | Дзюнъити Накацуру          | 2:46         |
| 6.  | «Duelists»                                      | Дзюнъити Накацуру          | 2:48         |
| 7.  | «The Cursed Soul»                               | Акитака Тояма              | 2:52         |
| 8.  | «Remembrance»                                   | Ёсихито Яно, Хидэки Тобэта | 2:38         |
| 9.  | «Wings of Faith»                                | Дзюнъити Накацуру          | 2:37         |
| 10. | «In Father’s Name»                              | Акитака Тояма              | 2:27         |
| 11. | «Born From Chaos»                               | Ёсихито Яно                | 2:40         |
| 12. | «Unblessed Soul»                                | Акитака Тояма              | 2:34         |
| 13. | «Beyond the Horizon»                            | Ёсихито Яно                | 2:32         |
| 14. | «Chasing Downstream»                            | Ёсихито Яно                | 2:44         |
| 15. | «Worth Dying For»                               | Ёсихито Яно                | 2:29         |
| 16. | «Gathering: Destiny Beckons»                    | Дзюнъити Накацуру          | 2:51         |
| 17. | «Eye to Eye, Blade to Blade»                    | Дзюнъити Накацуру          | 1:31         |
| 18. | «Leaving the World Behind»                      | Акитака Тояма              | 2:51         |
| 19. | «Immortal Flame»                                | Акитака Тояма              | 2:44         |
| 20. | «Everlasting Quest»                             | Дзюнъити Накацуру          | 1:33         |
| 21. | «Going to Where the Wind Blows»                 | Дзюнъити Накацуру          | 1:50         |
| 22. | «Kaleidoscope»                                  | Дзюнъити Накацуру          | 1:22         |
| 23. | «Going to Where the Wind Blows: Reprise»        | Дзюнъити Накацуру          | 2:29         |
| 24. | «The Seal Was Broken»                           | Дзюнъити Накацуру          | 0:09         |
| 25. | «Prepare to Unleash Yourself»                   | Ёсихито Яно                | 0:08         |
| 26. | «Prepare to Defend Yourself»                    | Таканори Оцука             | 0:07         |
| 27. | «Apocalypse»                                    | Таканори Оцука             | 0:44         |
| 28. | «Sacrifice»                                     | Таканори Оцука             | 0:43         |
| 29. | «Forever Onward»                                | Таканори Оцука             | 0:42         |
| 30. | «Into the Sunlight»                             | Таканори Оцука             | 0:44         |
| 31. | «No Remorse, No Pain»                           | Дзюнъити Накацуру          | 0:42         |
| 32. | «The Legend Will Never Die»                     | Дзюнъити Накацуру          | 1:41         |
| 33. | «Recollection: A Tribute to Those Who Shed Red» | Ёсихито Яно                | 2:10         |

| №  | Название                                                         | Музыка            | Длительность |
| -- | ---------------------------------------------------------------- | ----------------- | ------------ |
| 1. | «Under the Star of Destiny (Arcade Version)»                     | Ёсихито Яно       | 0:49         |
| 2. | «Recollection: A Tribute to Those Who Shed Red (Arcade Version)» | Ёсихито Яно       | 1:57         |
| 3. | «Light & Darkness (Soul Mix)»                                    | Дзюнъити Накацуру | 4:55         |
| 4. | «Going to Where the Wind Blows (Piano Mix)»                      | Дзюнъити Накацуру | 3:14         |

## Версии и выпуски
Впервые игра была выпущена на аркадных автоматах в 1998 году. Soulcalibur была позже портирована на консоль Dreamcast и выпущена в Японии 5 августа 1999 года, в Северной Америке поступила в продажу вместе с приставкой 9 сентября 1999 года. Европейская версия игры была издана филиалом Sega в Европе. В данной версии была улучшена графика, появились новые режимы (обучение, командный бой и выживание) и костюмы. Кроме того, на диске можно будет посмотреть официальные и фанатские рисунки в высоком разрешении. Появилась также возможность изменять начальную заставку игры.
Soulcalibur была портирована на консоль Xbox 360 и операционные системы iOS и Android, в 2008, 2012 и 2013 годах соответственно. Обе данные версии доступны только через сервисы цифровой дистрибуции. Для Xbox 360 была добавлена графика и поддержка широкоформатных экранов, появилась таблица онлайн-лидеров. Другие функции из версии Dreamcast (иллюстрации и т. д., за исключением миссий с битвами) также включены в игру. В то время как вступление удалено из этого порта, музыка из ролика по-прежнему доступна. Весь контент разблокируется в самом начале игры.
Версия для смартфонов включает в себя режимы «Arcade», «Time Attack», «Survival», «Extra Survival», «Practice» и «Museum». В данной версии включает в себя всех 19 персонажей из игры: 10 — по умолчанию и 9 открываемых за прохождение режима «Arcade» разными персонажами.

## Отзывы и мнения
| Сводный рейтинг | Сводный рейтинг | Сводный рейтинг |
| Издание         | Оценка          | Оценка          |
| Издание         | Dreamcast       | Xbox 360        |
| --------------- | --------------- | --------------- |
| GameRankings    | 96,56 %         | 78,86 %         |
| Metacritic      | 98/100          | N/A             |

Soulcalibur получила высокие оценки от критиков. Всего было продано свыше 1 миллиона копий игры для консоли Dreamcast. Она стала победителем в категории «Лучший файтинг» на премии E3 Game Critics 1999 года и в категориях «Консольная игра года» и «Консольный файтинг года» на Interactive Achievement Award 2000 года.
Игра получила идеальные 10 баллов из 10 возможных от сайтов GameSpot и IGN, и является второй игрой, получившей оценку в 40 баллов из 40 от японского игрового журнала Famitsu (после The Legend of Zelda: Ocarina of Time). По состоянию на 2012 год на сайте Game Rankings Soulcalibur занимает первое место среди игр для Dreamcast и пятое место из всех игр.
Game Informer в 2007 году назвал Soulcalibur одной из лучших игр для Dreamcast. В 2009 году IGN также высоко оценил игру, назвав её лучшей.
Кроме того, она часто считается одной из величайших игр на всех платформах, в том числе:
- Game Informer в 2001 году включил Soulcalibur в список «100 лучших игр всех времён», поместив её на 74-е место[17].
- IGN в 2003 году поставил игру в «Топ 100 игр», заняв 38-е место[18]. Позже в 2005 году в похожем списке игра заняла уже 43-е место[19] .
- В 2006 году заняла 6-е место в списке «Выбор читателей» на сайте IGN[20].
- Electronic Gaming Monthly в 2006 году поставил Soulcalibur на 22-е место в списке «200 величайших игр своего времени»[21].
- В 2010 году сайт UGO.com поставил игру на второе место в топе «25 игр-файтингов всех времён»[22].
- В 2011 году журнал Complex поместил Soulcalibur на 5-е место в списке «50 лучших игр-файтингов всех времён»[23].
- В 2005 году GameSpot поставил Soulcalibur на 6-место в списке «Лучших стартовых игр», назвав её «не только одной из лучших стартовых игр или одной из лучших файтингов, но и одной из лучших игр вообще»[24].